# پرستوی آبی گلوسفید
پرستوی آبی گلوسفید یا پرستوی چانه‌سیاه (نام علمی: Hirundo nigrita) نام یک گونه از سرده پرستوهای نمادین است.